# Ринд, Брюс
Брю́с Ло́уренс Ри́нд (англ. Bruce Laurence Rind; род. 3 августа 1953, Филадельфия, Пенсильвания, США) — американский психолог, исследователь возрастных несоответствий в сексуальных отношениях с участием лиц ниже установленного законом возраста сексуального согласия. Он описал факторы, влияющие на предпочтения индивида в рекламе и даче чаевых.
Также известен как шахматист, имеющий звание международного мастера с 1979 года.

## Биография
Родился 3 августа 1953 года в Филадельфии. Ещё в подростковом возрасте стал известным в Пенсильвании шахматистом.
Получил степень бакалавра в Колледже Вильгельма и Марии. Кроме того в Темпльском университете получил степени магистра и в 1990 году доктора философии по психологии. Его докторская диссертация была посвящена убедительности рекламы. До 2007 года преподавал в Темпльском университете.
В 1979 году стал международным мастером ФИДЕ. В рейтинге Эло имеет 2335.

## Исследования сексуальности
В 1997 году Ринд совместно с Филиппом Тромовичем опубликовал обзор научной литературы по семи исследованиям проблем восстановления жертв сексуальных преступлений против несовершеннолетних в которых приняли участие 8500 человек. В нём они пришли к выводу о том, что сложившийся общий консенсус о, наличии связи подобных преступлений с долговременными психическим расстройством не верен. В следующем году Ринд и Тромович совместно с Робертом Баузерманом опубликовали в рецензируемом издании метаанализ 59 исследований с привлечением метода самооценки, когда 35703 студентов колледжей поделились своими переживаниями по поводу сексуального насилия. Итоги исследования поставили под вопрос научную обоснованность единичного понятия «сексуальное насилие над детьми», поскольку под него попадали различные обозначения половой связи между взрослыми и несовершеннолетними на основании таких факторов, как возраст и степень того, насколько ребёнок был склонён или принуждался к совокуплению.

### Критика
Ринд и его соавторы стали предметом различного рода обсуждений и критики. Так их исследование было подвергнуто жёсткой критике со стороны жертв изнасилования в детстве и половых преступлений, профессиональных психиатров работавших с жертвами таких насилий, социальных консерваторов и религиозных фундаменталистов. В 1999 году с подачи конгрессмена Мэтта Сэлмона обе палаты Конгресса США — Палата представителей США и Сенат США, в совместной резолюции осудили данное исследование. Американская психологическая ассоциация воздержалась как выступлений в защиту вызвавшего дискуссии исследования, так и от указаний на то, что учёным необходимом публиковать полученные в ходе изучения выводы, даже если они будут непопулярными. Адъюнкт-профессор Школы социальной работы Университета Огайо Томас Оэлорик назвал исследование «политически некорректным, но научно корректным». Профессор Уилламеттского университета Джеймс Фридрих предположил, что возникшая вокруг исследования Ринада и его коллег дискуссия показала, что натуралистическая ошибка может привести к таким обстоятельствам, при которых эмпирическое описание природы рассматривается как навязывание моральных выводов.
В защиту Ринда выступил Рэй Блэнчард, чья работа также была подвергнута критике за пределами исследований сексуальности. Ринд совместно с профессором Университета Глазго социологом Ричардом Юилом опубликовал последовательную критику попыток классифицировать социальный конструкт гебефилии в качестве психического расстройства и предложили включить её в DSM-5, присвоив код условия, которое приводит к значительным социальным проблемам сегодня.